# Hybocoptus
Hybocoptus là một chi nhện trong họ Linyphiidae.